# Rio Minho

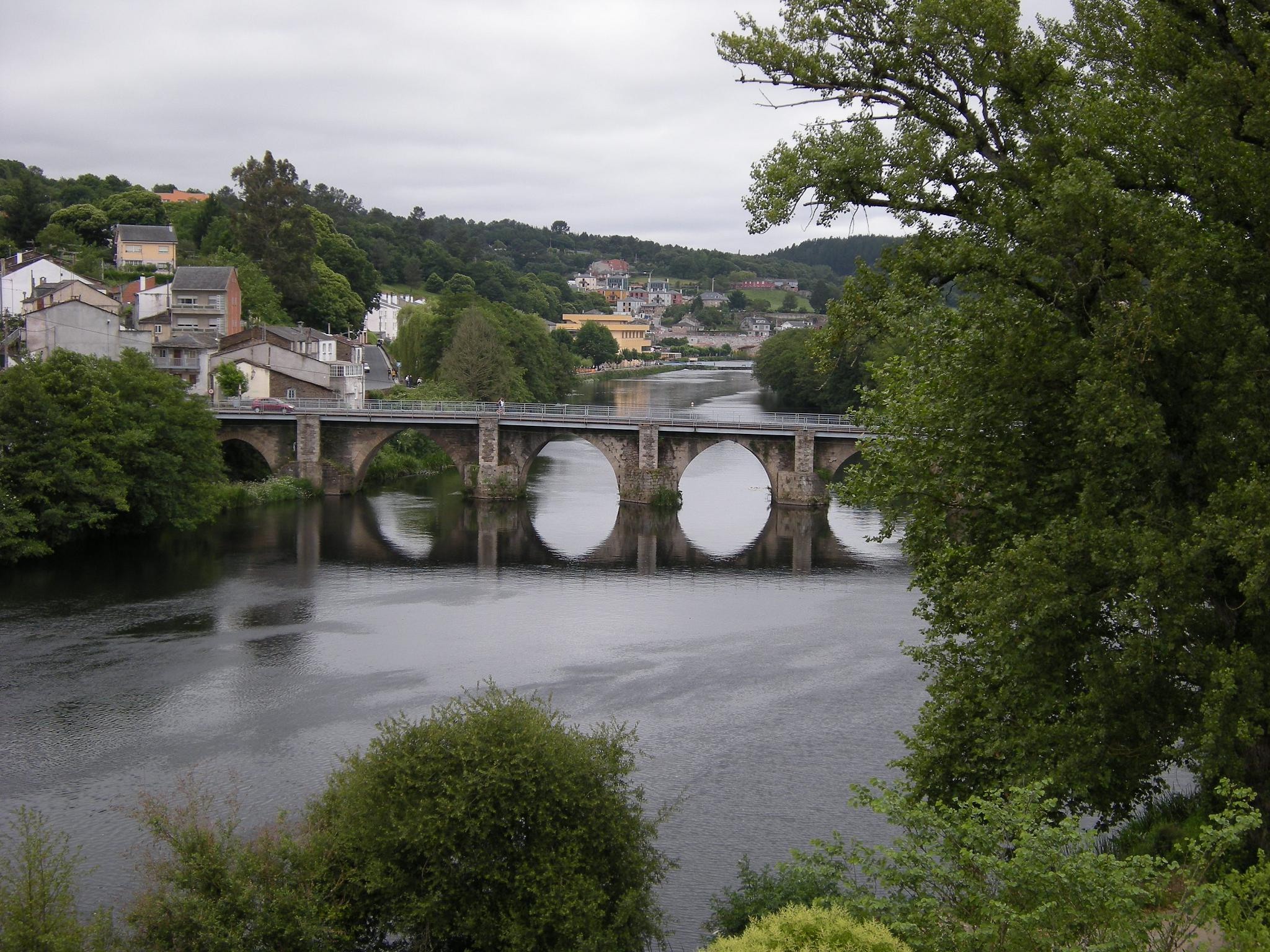
Ponte Romana sobre o Minho em Lugo, Galiza

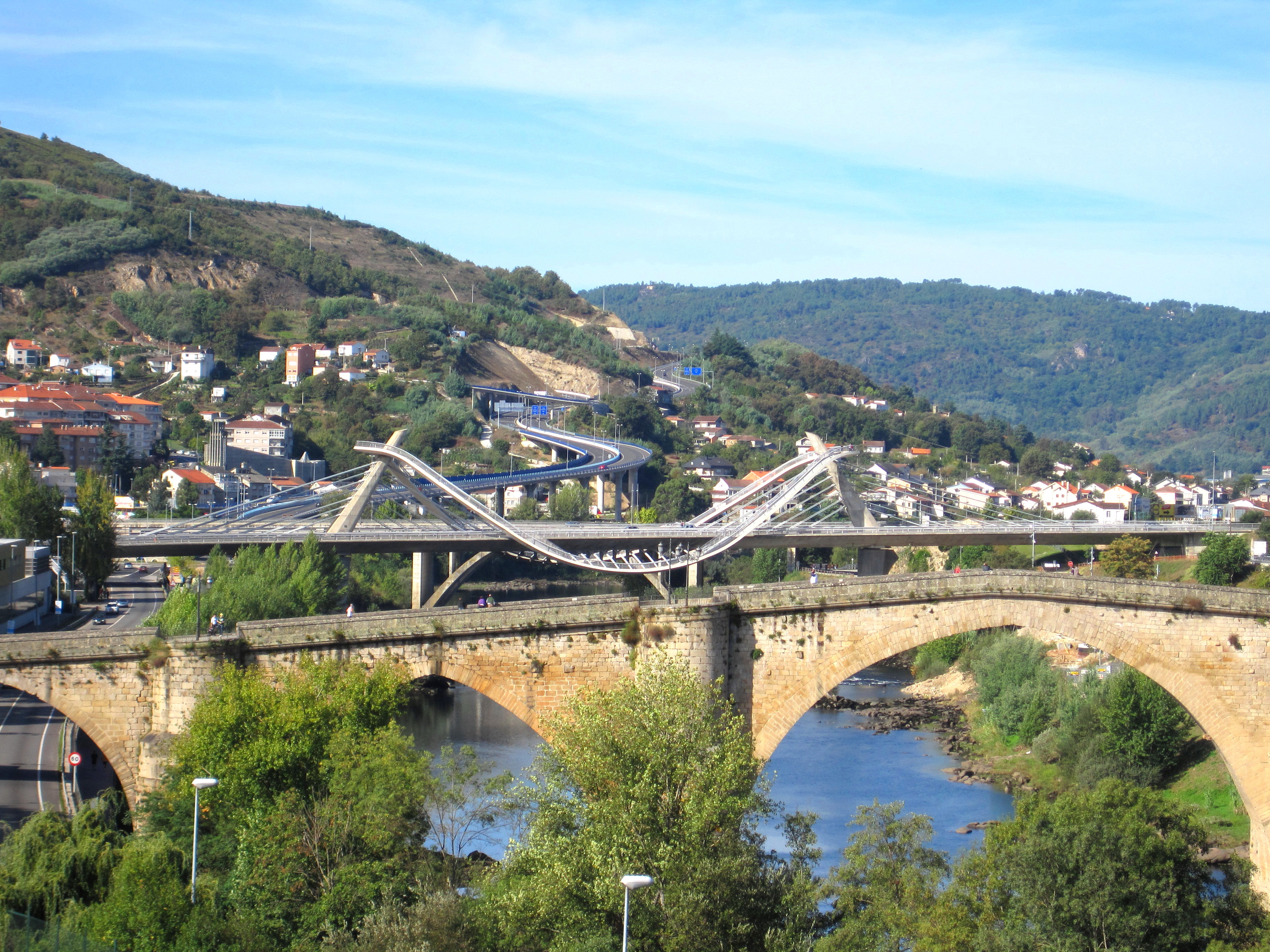
Pontes sobre o Minho na cidade de Ourense (Galiza)

O rio Minho (na Espanha chamado oficialmente río Miño em galego e castelhano) é um rio internacional que nasce a uma altitude de 750 m na serra de Meira, na Comunidade Autónoma da Galiza e percorre cerca de 340 quilómetros até desaguar no oceano Atlântico a sul da localidade da Guarda e a norte de Caminha. Nos últimos 75 quilómetros do seu percurso, entre Melgaço e a foz, o Minho serve de fronteira entre Espanha e Portugal.
Entre a nascente e a foz, o rio Minho passa por Lugo, Ourense, Melgaço, Monção, Tui, Valença, Vila Nova de Cerveira e Caminha.
Os antigos historiadores chamavam Minius ou Baenis ao rio Minho.

## Afluentes

### Margem direita
Todos os afluentes da margem direita estão em Espanha.
Na Província de Pontevedra: rio Tamuxe (também chamado rio Carballas ou Carballo), rio Pego, rio Cereixo da Briña, Rio Furnia (também chamado Forcadela), rio Louro, rio Tea, rio Caselas, Rio Deva (Pontevedra), rio Ribadil, rio Cea.
Na província de Ourense: rio Avia, rio Barbantiño. Rio Búbal no limite da província de Ourense com a província de Lugo. Na província de Lugo: rio Asma, rio Ferreira, rio Mera, rio Narla, rio Ladra, rio Támoga e rio Anllo.

### Margem esquerda
Na margem esquerda há afluentes em Portugal que são os Rio Mouro, Rio Gadanha e Rio Coura e Rio Trancoso, que faz a fronteira com Espanha em Fiães, Cristoval e S. Gregório - Melgaço
Afluentes em Espanha, Rio Deva, Rio Arnoia, Rio Lonia (no concelho de Ourense), rio Sil, rio Sardiñeira, rio Neira, rio Chamoso, Rio Lea (Lugo), Rio Azúmara.

## Pesca
A pesca da lampreia vai de janeiro até abril. A atividade decorre em cerca de 35 quilómetros do rio, variando em função da arte utilizada, já que pode ser feita com “lampreeiras”, a bordo de embarcações artesanais, ou com pesqueiras armadas, arte denominada botirão e cabaceira (estruturas antigas, em pedra, existentes no rio).

## Ilhas
Existem 14 ilhas em todo o troço do rio Minho partilhado entre Portugal e Espanha, quatro das quais são consideradas como internacionais, não sendo "disputadas" por nenhum dos países. São os casos de Morraceira de Seixas, Morraceira de João de Sá e Varandas, estas mais próximas da freguesia de Lanhelas (Caminha), além da Morraceira, mais próxima da costa espanhola.
Atribuídas a Espanha estão as ilhas Canosa, Morraceira do Grilo, Morraceira das Varandas, Vacariza e Fillaboa. Esta última, com 110 000 metros quadrados, foi adquirida autarquia galega de Salvaterra do Minho a privados.
Consideradas território português no rio Minho são as ilhas dos Amores, Boega, Lenta, em Vila Nova de Cerveira, e as de São Pedro e Conguedo, em Valença. A ilha de Ínsua situa-se ao largo de Caminha.

## Cultura
O rio Minho era o viveiro mais importante na cria de peixes da Península Ibérica até meados do século XX. Estragado por represamentos e poluição das águas, ficou convertido em uma sucessão de barragens. A riqueza natural dava emprego a cerca de três mil pescadores .
Salmões, sáveis, lampreias, enguias, solhas, bogas, escalos..., a variedade de peixes do Minho era grande. Com diferentes modos de pesca para satisfazer o consumo alimentar, como pesqueiras, com boitirão e cabaceira, além de algerife no arrasto, estacadas, tresmalho, redes de um pano, chumbeira, nassas, palangres e canas. Peixes destinados ao consumo local e à exportação, que chegou ao Brasil a finais do século XIX.
Pesca realizada desde embarcações, como o carocho e a masseira. Também navegaram pelo rio Minho barcaças de carga, vapores entre Valença e Caminha na metade do século XIX, e baixeis, pinaças, navios e naus na Idade Média, em tempos dos ativos portos de Tui e Valença.

### Pesqueiras
As pesqueiras são estruturas antigas em pedra, umas milenares e outras centenárias, que são habilidosos sistemas de muros construídos a partir das margens, que se assumem como barreiras à passagem do peixe, que se via assim obrigado a fugir pelas pequenas aberturas através das quais, coagido pela força da corrente das águas, acabando por ser apanhado em engenhosas armadilhas.
O rio Minho concentra, nas duas margens, só no troço de 37 quilómetros, entre Monção e Melgaço, cerca de 900 pesqueiras, “engenhosas armadilhas” da lampreia, do sável, da truta, do salmão ou da savelha.
Das 900 pesqueiras, em Portugal estão ativas 160 e, do lado espanhol, cerca de 90.
Desde a foz, em Caminha, até Melgaço, o peixe vence mais de 60 quilómetros, numa viagem de luta contra a corrente que termina, para alguns exemplares, em “autênticas fortalezas” construídas a partir das margens, “armadas” com o botirão e a cabaceira, as “artes” permitidas para a captura das diferentes espécies.
A Direção-Geral do Património Cultural inscreveu das pesqueiras do rio Minho no Inventário Nacional do Património Imaterial em Novembro de 2022. A classificação também ocorrerá na Galiza através de um processo autónomo.

## Paisagem Cultural da Unesco
Em 2015 foi iniciado o processo de candidatura do estuário do rio Minho a Paisagem Cultural da Unesco pelas câmaras de Caminha e A Guarda.

## Problemas ecológicos

### Amêijoa-asiática
Os últimos 40 quilómetros do rio Minho estão colonizados pela amêijoa-asiática (Corbicula fluminea). A amêijoa adaptou-se às condições e ocupou o espaço, quase eliminando outras espécies. Foi detectada pela primeira vez no rio Minho em 1989. Antes disso, já tinha chegado ao Tejo, talvez à boleia em navios de transporte.

### Élódea
A elódea está presente em grande escala no rio e bloqueia completamente” as redes de pesca do sável e da lampreia, impossibilitando o trabalho dos pescadores.
A elódea afasta os peixes nativos, atrai espécies invasoras e afeta as pescas.